# Mark Rein·Hagen
Pour les articles homonymes, voir Rein et Hagen.
Mark Rein•Hagen (souvent écrit Rein-Hagen) est un auteur de jeu de rôle, jeu vidéo, jeu de cartes, et jeu de plateau américain.
Il est notamment connu comme auteur du jeu Vampire : la Mascarade et de l'univers du Monde des Ténèbres ainsi que comme fondateur de la maison d'édition White Wolf Publishing. Avec Jonathan Tweet, il est aussi l'un des deux créateurs originaux d'Ars Magica.

## Biographie

### Fin des années 1980: Lion Rampant etArs Magica
Rein•Hagen et Jonathan Tweet ont fondé Lion Rampant en 1987, alors qu'ils étaient étudiants au St. Olaf College (en), où ils ont aussi rencontré Lisa Stevens qui a rejoint plus tard la société:232. Rein•Hagen et Tweet ont conçu le jeu Ars Magica sur une période de neuf mois, et l'ont publié en 1987:232–233.
Rein•Hagen a publié Whimsy Cards (en), Ars Magica, et des suppléments majeurs pour Ars Magica par l'intermédiaire de Lion Rampant avec Jonathan Tweet. Tweet et Rein•Hagen ont travaillé avec Stevens, John Nephew (en), et d'autres qui deviendront des professionnels du jeu de loisir.
Lion Rampant a rencontré des difficultés financières en 1990, mais après que Stevens a soumis l'idée d'une fusion à Rein•Hagen et à Stewart Wieck (en):235, ils ont décidé de fusionner White Wolf et Lion Rampant, formant une nouvelle société : White Wolf Game Studio, tous deux étant copropriétaires:215–216. De son expérience à Lion Rampant, Rein•Hagen se souvient ;
« Mon père m'a dit, lorsque j'ai débuté ma première société de jeu – Lion Rampant : “Mark, cette société va échouer, tu es trop jeune, trop inexpérimenté et trop pauvre pour la faire fonctionner. Mais tu vas apprendre beaucoup, et la prochaine fois, ce sera la bonne.” À l'époque, je ne l'avais pas cru, Je pensais que nous pourrions réussir mais il avait raison et, grâce à ses paroles, je n'ai jamais, mais alors jamais abandonné. »

### Années 1990:Vampire: la MascaradeetLe Monde des Ténèbres
Alors que Rein•Hagen était en route avec Wieck et Stevens pour la GenCon 23 en 1990, il a conçu le jeu Vampire : la Mascarade qui est devenu son projet principal pour l'année suivante, et a été publié par la nouvelle société en 1991:216. L'année suivante (1992) Rein•Hagen a écrit (avec Robert Hatch (en) et Bill Bridges (en)) Loup-garou : l'Apocalypse qui a été publié par White Wolf. Mage : l'Ascension (1993) était basé dans une certaine mesure sur un jeu que Rein•Hagen avait imaginé en 1989 comme quelque chose d'un Ars Magica des temps modernes, bien qu'il s'agisse du premier jeu du Monde des Ténèbres dans lequel il n'était pas explicitement impliqué:218. Wraith : le Néant (1994) a marqué son retour à la conception des jeux de base dans l'univers du Monde des Ténèbres:218. Rein•Hagen a développé un jeu de science-fiction appelé Exile qui devait être publié en 1997 et qui devait appartenir à une organisation à but non lucratif appelée la Null Foundation. Cependant, White Wolf a rencontré des difficultés financières en 1995-1996, ce qui a provoqué une brouille entre Rein•Hagen et Wieck et son frère Steve Wieck (en). En conséquence, Rein•Hagen a quitté White Wolf emmenant Exile avec lui:222. Sa Null Foundation a publié une ébauche de test de jeu d'Exile en 1997, mais le jeu n'a jamais été complètement publié:222.
Il a été scénariste et producteur pour Kindred : Le Clan des maudits, une émission télévisée de 1996 vaguement basée sur Vampire, produite par Aaron Spelling et diffusée sur Fox TV. Il n'était pas satisfait du produit final parce que les producteurs de la FOX avaient une vision pour le série qu'il n'avait pas partagée. « L'émission n'était pas aussi bonne qu'elle aurait pu l'être, si seulement il m'avaient écouté davantage. » Kindred a été annulé après huit épisodes ; cependant, à la suite de la mort de sa star Mark Frankel (en), toute tentative de relance a été abandonnée. Rein•Hagen a continué à travailler à Hollywood pendant quatre ans au total, mais désabusé et fatigué d'essayer de devenir écrivain, il a décidé de laisser cela derrière lui. « C'était le but de ma vie, mais finalement j'abandonne ».

### Années 2000
Il a fondé la société Atomaton, Inc. quelques années plus tard, qui a produit son jeu Z-G (en) en 2001 ; Atomaton a cessé son activité en 2003:222.
Rein•Hagen, accompagné de Ray Winninger (en) et de Stewart Wieck, a apporté une contribution majeure à D.O.A., créé par Greg Gorden (en) de Mayfair Games (en) en conjonction avec White Wolf, mais le jeu n'a jamais été publié. Il était basé sur un concept appelé « Inferno » sur lequel Rein•Hagen avait travaillé précédemment durant de nombreuses années à Lion Rampant, où les joueurs endossaient les rôles de personnages morts durant d'anciennes campagnes:170.
Rein•Hagen a vendu ses parts dans White Wolf en 2007 et a quitté la scène du jeu:222. À la mi-2008, il vivait à Tbilissi, Géorgie, avec se femme et son enfant durant la guerre russo-géorgienne (2008 Guerre d'Ossétie du Sud). Rein•Hagen a été évacué avec d'autres ressortissants américains vivant en Géorgie et a fondé le site sosgeorgia.org (maintenant disparu) afin d'aider les médias internationaux à suivre ce qui s'y passait. Il est retourné en Géorgie après la guerre.

### Années 2010
En 2012, Rein•Hagen a travaillé sur un jeu de cartes appelé Democracy pour sa société Make-Believe Games. Ce jeu a été financé avec succès sur Kickstarter en novembre 2012. Au 3 décembre 2014, plus de deux ans après le financement, la réalisation est en grande partie terminée. Le 4 février 2014, Rein-Hagen a publié un communiqué citant une mauvaise santé comme raison de son manque de communication et promettant que les backers obtiendraient leur jeu. Les commentateurs étaient extrêmement mécontents du ton du message et se sont plaints que la mauvaise santé de Rein•Hagen n'avait pas affecté sa capacité à travailler sur d'autres projets financés participativement. Le jeu Democracy a été lancé le 18 novembre 2014.
Dans une interview sur YouTube, Rein•Hagen a parlé avec émotion de son ancien travail sur les jeux de rôle et de la façon dont il travaille sur un nouveau jeu de rôle. Rein•Hagen a développé ce jeu de rôle en mars 2013 et, dans une autre interview YouTube, a décrit certains des mécanismes et a spéculé sur une date de sortie, sans le nommer. En outre, il a discuté de son nouveau jeu Succubus: The Reborn. Succubus: The Reborn a fait l'objet d'une campagne sur Kickstarter, par l'intermédiaire de Make-Believe Games, qui a débuté le 18 mars 2013 mais qui n'a pas pu aboutir à un financement le 19 avril 2013.
Le résultat d'une campagne de juin 2013 sur Kickstarter, un JdR d'horreur intitulé I Am Zombie, est sorti en 2015,.

### Années 2020
Les projets en cours de développement de Rein•Hagen incluent The World of Lostlorn, The Curse of BloodStone Isle et FangKnight.

## Œuvres

### Jeux de rôle
- Vampire : the Masquerade cinquième édition révisée (Vampire : la Mascarade), Renegade Games Studio (2021)
- Camarilla (Vampire : la Mascarade), Modiphius (2019)
- Vampire : the Masquerade cinquième édition (Vampire : la Mascarade), Modiphius (2018)
- Wraith : the Oblivion troisième édition (Wraith : le Néant), Onyx Path Publishing (2018)
- Toxicity (I Am Zombie), Make-Believe Games (2017)
- Play Kit (I Am Zombie), Make-Believe Games (2015)
- Toxic Field Manual (I Am Zombie), Make-Believe Games (2015)
- Broken Covenant of Calebais (The), troisième édition (Ars Magica), Atlas Games (2004)
- British Isles (Âge des Ténèbres (L’)), White Wolf (2003)
- Storyteller's Screen (Âge des Ténèbres (L')), White Wolf (2002)
- Changeling : the Dreaming (Changelin : le Songe), White Wolf (1998)
- Book of the Kindred (Vampire : la Mascarade), White Wolf (1996)
- Chicago Chronicles - Volume 1 (Vampire : la Mascarade), White Wolf (1996)
- Vampire : the Dark Ages (Vampire : l'Âge des Ténèbres), White Wolf (1996)
- Changeling : the Dreaming (Changelin : le Songe), White Wolf (1995)
- Face of Death (The) (Wraith : le Néant), White Wolf (1994)
- Wraith : the Oblivion (Wraith : le Néant), White Wolf (1994)
- Werewolf : the Apocalypse, deuxième édition (Loup-Garou : l'Apocalypse), White Wolf (1994)
- Galaxy Guide 6 : Tramp Freighters, deuxième édition (Star Wars D6), West End Games (WEG) (1994)
- Mage : the Ascension (Mage : l'Ascension), White Wolf (1993)
- Players Guide (Loup-Garou : l'Apocalypse), White Wolf (1993)
- Players Guide, deuxième édition (Vampire : la Mascarade), White Wolf (1993)
- Vampire : the Masquerade (Vampire : la Mascarade), White Wolf (1992)
- Storytellers Handbook (The) (Vampire : la Mascarade), White Wolf (1992)
- Ars Magica, troisième édition, White Wolf (1992)
- Werewolf : the Apocalypse (Loup-Garou : l'Apocalypse), White Wolf (1991)
- Vampire : the Masquerade (Vampire : la Mascarade), White Wolf (1991)
- Chicago (Vampire : la Mascarade), White Wolf (1991)
- Players Guide (The) (Vampire : la Mascarade), White Wolf (1991)
- Galaxy Guide 6 : Tramp Freighters (Star Wars D6), West End Games (WEG) (1990)
- Covenants (Ars Magica), Lion Rampant (1990)
- Broken Covenant of Calebais (The), deuxième édition (Ars Magica), Lion Rampant (1990)
- Saga Pack (Ars Magica), Lion Rampant (1989)
- Stormrider (The) (Ars Magica), Lion Rampant (1989)
- Ars Magica, deuxième édition, Lion Rampant (1989)
- The Bats of Mercille, Lion Rampant (seulement disponible à la Gencon de 1988 et 1989)[21]
- Broken Covenant of Calebais (The) (Ars Magica), Lion Rampant (1988)
- Ars Magica, Lion Rampant (1987)

### Autres jeux
- Democracy, Make-Believe Games (2014)
- Z-G, Atomoton (2001)
- Whimsy Cards, Lion Rampant (1987)[22]